# Pukka sahib
Pukka sahib  es un término del argot tomado de hindi Proviene de las palabras "PUK-ə" que tiene un significado asimilable al de "Absoluto" ("de primera clase", "absolutamente genuino") y "SAH-ib" o "maestro", por lo que se podría traducir como "verdadero caballero" o "excelente compañero". Se utiliza en el Imperio Británico para honrar a los europeos; más generalmente para describir una actitud que los administradores británicos destacándola  como la de un "distante, imparcial, incorruptible árbitro del destino político de una gran parte de la superficie de la tierra ".
La palabra "pukka" todavía se utiliza formalmente en el siglo XIX y en el inglés del siglo XXI  para describir algo como "de primera clase" o "absolutamente genuino". Como un término del argot, se utiliza a menudo por los prestadores de los británicos. 

## En la literatura
- En su novela antiimperio  Días birmanos , George Orwell se refiere a ella como una "pose", y uno de sus personajes habla de la dificultad que va en su mantenimiento. El término también se hace referencia con frecuencia en E. M. Forster 's' 'A Passage to India' ".
- En las novelas de Agatha Christie, es repetidas veces nombrada en relación con los personajes que sirven en la India. En el libros Asesinato en el Orient Express le describe, cuando un coronel asegura responder por miss Debenham argumentando  "Respondo de ella. Es una pukka sahib. El coronel enrojeció ligeramente y se retiró. —¿Qué es una pukka sahib? ... —Significa —dijo Poirot— que el padre y los hermanos de miss Debenham se educaron en la misma escuela que el coronel..." [2]